# Perilampus laevifrons
Perilampus laevifrons is een vliesvleugelig insect uit de familie Perilampidae. De wetenschappelijke naam is voor het eerst geldig gepubliceerd in 1822 door Dalman.